# Марджина
Марджина (рум. Margina) — село у повіті Тіміш в Румунії. Входить до складу комуни Марджина.
Село розташоване на відстані 338 км на північний захід від Бухареста, 80 км на схід від Тімішоари, 145 км на південний захід від Клуж-Напоки.

## Населення
За даними перепису населення 2002 року у селі проживали 970 осіб.
Національний склад населення села:
| Національність | Кількість осіб | Відсоток |
| -------------- | -------------- | -------- |
| румуни         | 924            | 95,3%    |
| угорці         | 30             | 3,1%     |
| словаки        | 9              | 0,9%     |
| німці          | 6              | 0,6%     |

Рідною мовою назвали:
| Мова      | Кількість осіб | Відсоток |
| --------- | -------------- | -------- |
| румунська | 928            | 95,7%    |
| угорська  | 31             | 3,2%     |
| словацька | 9              | 0,9%     |